# Menachem Mendel Bejlis
Menachem Mendel Bejlis (ryska: Менахем Мендель Бейлис), född 1874 i Kiev Lillryssland, Kejsardömet Ryssland (nuvarande Ukraina), död 7 juli 1934 i Saratoga Springs, New York, USA, var en rysk jude som 1911 blev anklagad för att ha mördat den 13-årige kristne pojken Andrej Jusjtjinskij i syfte att använda dennes blod för att genomföra rituell bakning av matzabröd till den judiska påsken (pesach). Bejlis satt fängslad i två år innan han frikändes vid en rättegång i Kiev 1913. Rättsprocessen väckte stort uppseende både i och utanför Ryssland.
Efter frikännandet emigrerade familjen Bejlis till Palestina och 1921 vidare till USA, där Menachem Mendel Bellis dog 1934.